# Eels
Eels (někdy psáno jako eels nebo EELS) je americká rocková skupina z Los Angeles založená v roce 1991. Skupinu založil zpěvák, skladatel a hudebník Mark Oliver Everett, vystupující pod uměleckým jménem E.

## Stručná historie
Členové kapely se v průběhu let měnili. Everett byl po většinu času jediným oficiálním členem skupiny. V hudební tematice skupiny se mnohdy objevují témata rodiny, smrti a neopětované lásky. Mezi lety 1991 až 1995 vystupoval Everett povětšinou sám, nebo byl doprovázen několika hudebníky, avšak ti oficiálně nepatřili do skupiny. Od roku 1996 skupina vydala patnáct studiových alb, z nichž sedm se dostalo do žebříčku Billboard 200.

## Členové
- Mark Oliver Everett (E) – zpěv, různé nástroje (1991–současnost)
- John Parish – kytara (2000)
- Jeff Lyster (The Chet) – kytara (2005–současnost)
- Mike Sawitzke (P-Boo) – kytara (2010–současnost)
- Tommy Walter – basová kytara (1995–1997)
- Kelly Logsdon (Koool G Murder) – basová kytara (2000–současnost)
- Allen Hunter (Big Al) – basová kytara (2011–současnost)
- Butch – bicí (1995–2006)
- Derek Brown (Knuckles) – bicí (2009–2018)
- LittleJoe – bicí (2018–současnost)

## Diskografie

### E
- A Man Called E (1992)
- Broken Toy Shop (1993)

### Eels
- Beautiful Freak (1996)
- Electro-Shock Blues (1998)
- Daisies of the Galaxy (2000)
- Souljacker (2001)
- Shootenanny! (2003)
- Blinking Lights and Other Revelations (2005)
- Hombre Lobo (2009)
- End Times (2010)
- Tomorrow Morning (2010)
- Wonderful, Glorious (2013)
- The Cautionary Tales of Mark Oliver Everett (2014)
- The Deconstruction (2018)
- Earth to Dora (2020)
- Extreme Witchcraft (2022)
- Eels Time! (2024)